# Putbroek

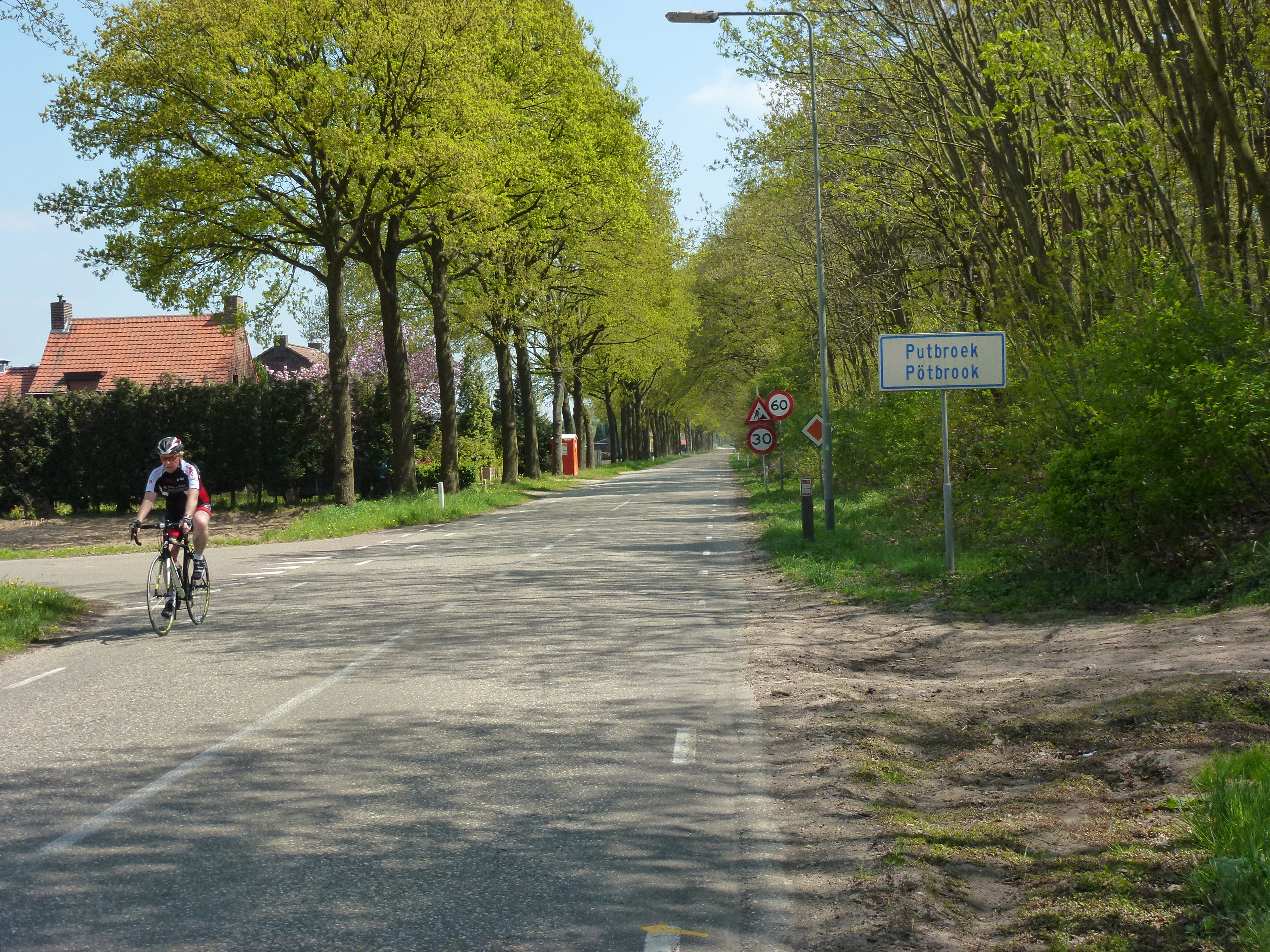
Entreebord

Putbroek (Limburgs: Pötbrook) is een buurtschap van Maria Hoop in de Nederlandse gemeente Echt-Susteren, gelegen tussen Maria Hoop en Posterholt. De buurtschap, die met een wit plaatsnaambord wordt aangegeven, ligt aan de N274. De buurtschap heeft ongeveer 100 inwoners en is zeer landelijk, slechts bestaande uit enkele boerderijen.

## Het drama van Putbroek
De plaats staat vooral bekend om de drievoudige moord in 1931 (veelal 'het drama van Putbroek' genoemd), waarbij een viertal stropers doodgeschoten werden door de dienstdoende jachtopzichter die in dienst was van de boseigenaar en burgemeester jhr. Alphonsus Marie Hubertus Edmond van Aefferden.

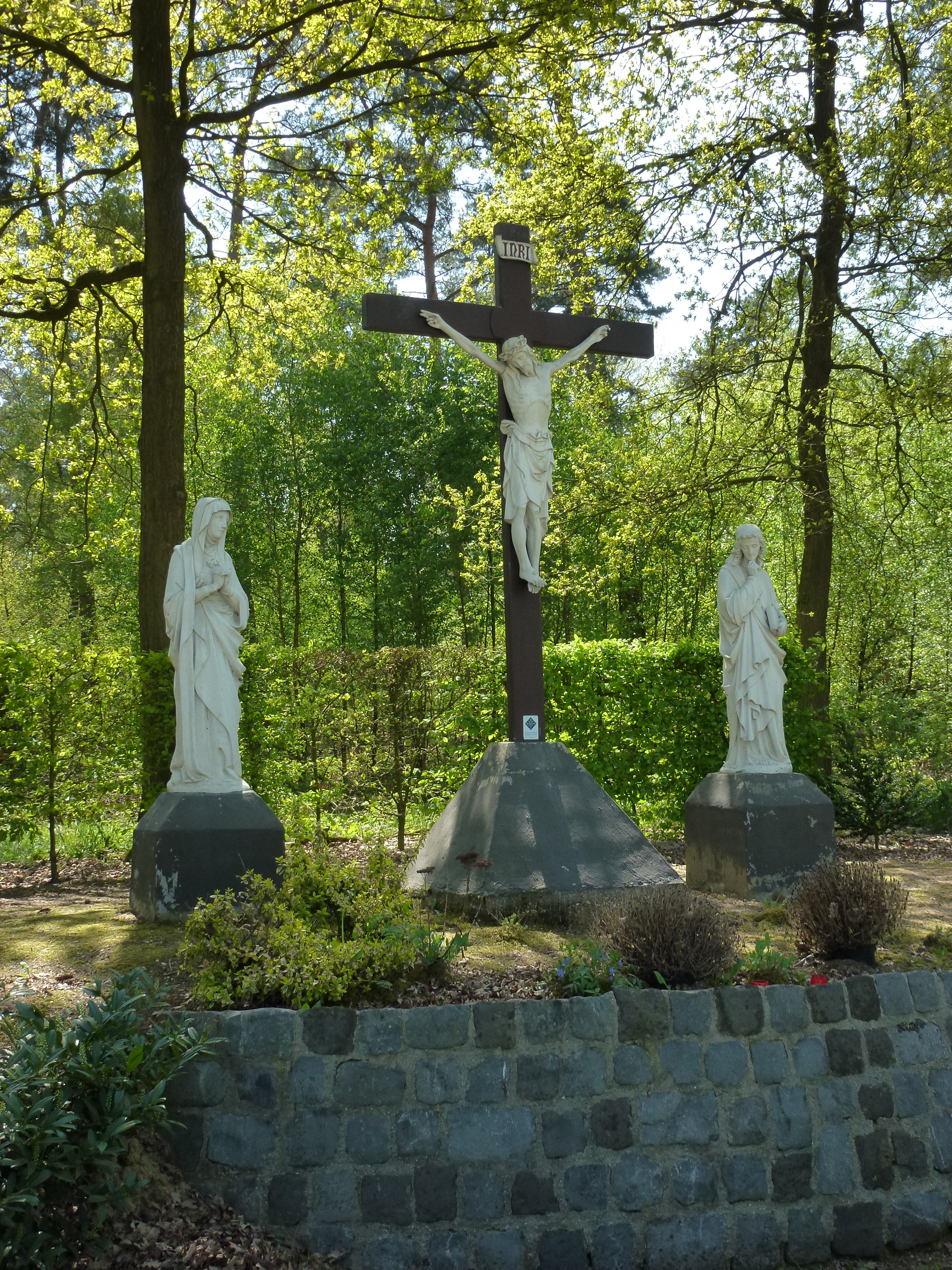
Moordkruis
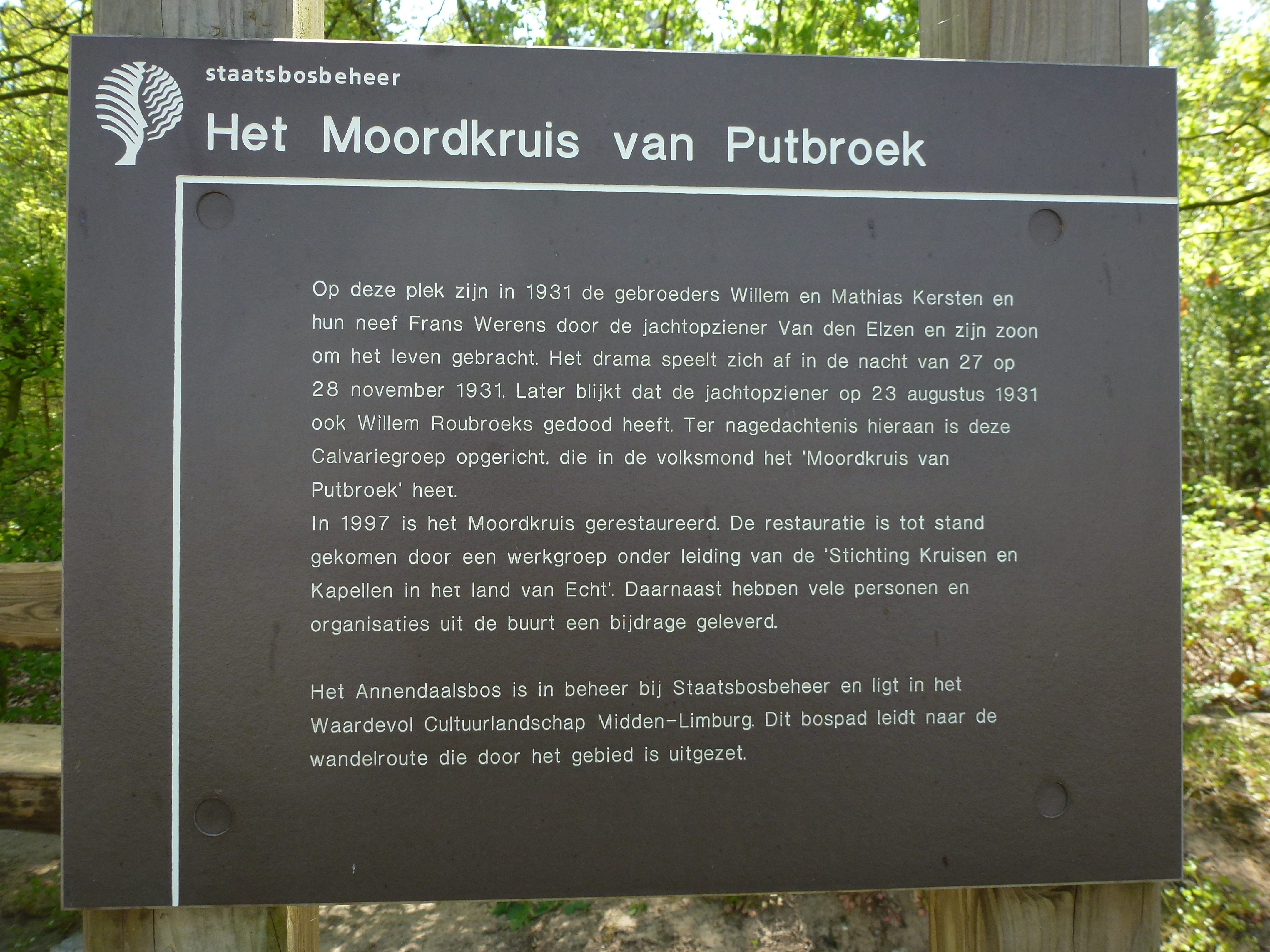
Plaquette bij moordkruis
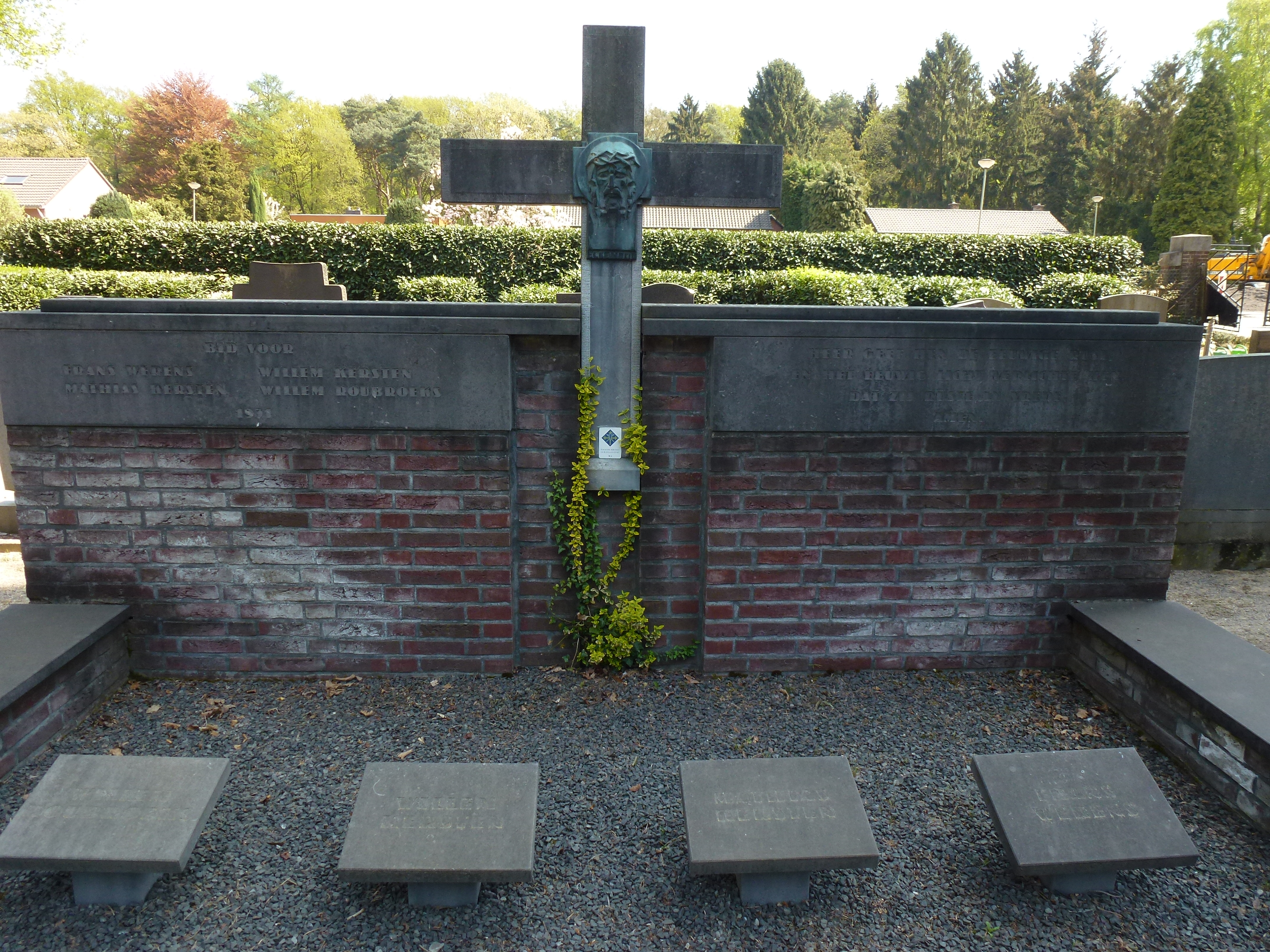
Groepsgraf slachtoffers, kerkhof Maria Hoop

Kernen: Dieteren · Echt · Koningsbosch · Maria Hoop · Nieuwstadt · Pey · Roosteren · Sint Joost · Slek · Susteren

Buurten en buurtschappen: Aan het Echterbosch · Aan Reijans · Aasterberg · Baakhoven · Berkelaar · Christinawijk · Echterbosch · Frenkenshof · Gebroek · Gulickshof · Haeselaarbroek · Heide · Hingen · Hommelhof · Illikhoven · Kokkelert · Lange Bosschen · Liboscherveld · Mariaveld · Pepinusbrug · Pepiniushof · In de Mehre · Middelveld · Munsterveld · Oevereind · Ophoven · Oud-Roosteren · Putbroek · Schilberg · Sint Anna · Sint Antoniushoeve · Spaanshuisken · Visserweert · Vogelsang · Wolfskoul

Bedrijventerreinen: De Berk · Businesspark ML · Dieterderweg · De Loop · Wolfskoul

Limburg: Steden en dorpen      Nederland: Provincies · Gemeenten